# تقسیمات اداری پلی نزی فرانسه
پلی‌نزی فرانسه دارای دو سطح از تقسیمات اداری است: پنج بخش اداری (به فرانسوی: Subdivisions administratives) و ۴۸ کُمون. بسیاری از کُمون‌ها خود به کُمون‌های وابسته (به فرانسوی: Associated communes) تقسیم می‌شوند. تفکیک تقسیمات اداری در نتیجه قانون شماره ۷۱–۱۰۲۸ مورخ ۲۴ دسامبر ۱۹۷۱ بود. ترکیبات بخش‌های اداری و کُمون به ترتیب در فرمان‌های #۷۲–۴۰۸ و #۷۲–۴۰۷ در ۱۷ مه ۱۹۷۲ تعریف شدند. این تقسیمات فرعی در طی فرمان شماره ۲۰۰۵–۱۶۱۱ در ۲۰ دسامبر ۲۰۰۵ تأیید شد. در زیر چندین فهرست از این تقسیمات، بر اساس طرح‌های مرتب‌سازی مختلف آورده شده است.

## فهرست انواع سطح تقسیمات اداری

پنج بخش اداری و ۴۸ کُمون در پلی نزی فرانسه.

### بخش‌های اداری
| نام            | نام به فرانسوی       | نام رسمی به فرانسوی                                    | توضیحات                             | مرکز اداری | مساحت (کیلومتر مربع) | جمعیت (۲۰۱۷) |
| -------------- | -------------------- | ------------------------------------------------------ | ----------------------------------- | ---------- | -------------------- | ------------ |
| جزایر بادگیر   | Îles du Vent         | la subdivision administrative des îles du Vent         | بخشی از جزایر انجمن                 | پاپِه ته    | ۱٫۱۴۱٫۱              | ۲۰۷٬۳۳۳      |
| جزایر بادپناه  | Îles Sous-le-Vent    | la subdivision administrative des îles Sous-le-Vent    | بخشی از جزایر انجمن                 | اوتوروئا   | ۴۰۳٫۵                | ۳۵٬۳۹۳       |
| جزایر مارکیز   | Îles Marquises       | la subdivision administrative des îles Marquises       | بخشی دور افتاده در شمال شرق پلی نزی | نوکو-هیوا  | ۱٬۰۴۹٫۳              | ۹٬۳۴۶        |
| جزایر آسترل    | Îles Australes       | la subdivision administrative des îles Australes       | شامل جزایر باس                      | توبوای     | ۱۴۷٫۸                | ۶٬۹۶۵        |
| توآموتو-گامبیر | Îles Tuamotu-Gambier | la subdivision administrative des îles Tuamotu-Gambier |                                     | پاپِه ته    | ۷۲۶٫۵                | ۱۶٬۸۸۱       |
| پلی‌نزی فرانسه  |                      |                                                        |                                     | پاپِه ته    | ۳٬۵۲۱٫۲              | ۲۷۵٬۹۱۸      |